# Saitis cyanipes
Saitis cyanipes là một loài nhện trong họ Salticidae.
Loài này thuộc chi Saitis. Saitis cyanipes được Eugène Simon miêu tả năm 1901.